# Тамільське письмо

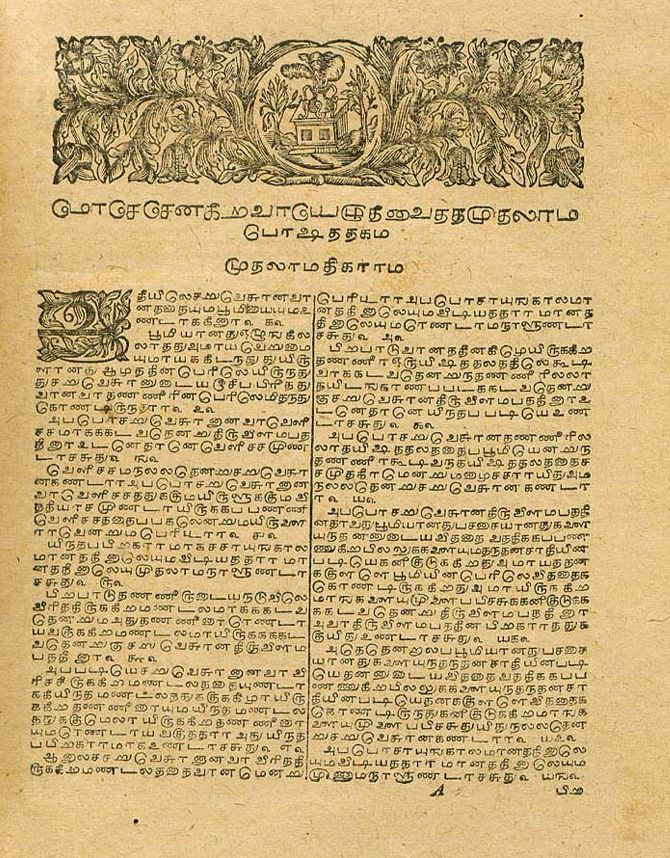
Сторінка з тамільськомовного перекладу Біблії 1723 року

Тамільське письмо (தமிழ் அரிச்சுவடி tamiḻ ariccuvaṭi) — абугіда, яка використовується для запису тамільської мови. Це письмо також застосовується для мов бадаґа, ірула, панія та саураштра (поряд із письмом саураштра).

## Історія
Подібно до багатьох інших індійських писемностей. тамільське письмо походить від письма брахмі, яке виникло близько III століття до н. е. Найдавніший напис тамільською мовою датується 254 роком до н. е. Цей напис на камені зроблено особливою формою письма брахмі — тамільським брахмі. В тамільському брахмі були додаткові знаки для тамільських приголосних, відсутніх у санскриті. У 5 — 6 столітті з цього різновиду брахмі виникає раннє письмо ваттелутту (vaṭṭeḻuttu). 
Сучасне тамільське письмо виникло у VII столітті шляхом спрощення письма грантха та додаванням до нього чотирьох знаків з письма ваттелутту для особливих звуків тамільської мови. Письмо грантха виникло з письма паллава та чера, які в свою чергу походять з одного з південноіндійських варіантів брахмі. Ґрантха використовується донині для запису текстів санскритом, класичною мовою індуїзму. Письмо ваттелутту продовжувало використовуватись для тамільської мови аж до 15-го століття, після чого було витіснене тамільським письмом.
У XVI столітті з'явилися перші друковані тексти, набрані тамільським письмом. Це була християнська література, яку друкували місіонери. Італійський місіонер Константіне Бескі (1680–1743) був автором кількох реформ тамільського письма. Він ввів додаткові букви, аби краще розрізняти голосні e та ē, а також o та ō. В 19 столітті форми деяких букв були спрощені для полегшення друку. В кінці 1970-х років відбулася ще одна реформа тамільського письма: було впорядковано поєднання приголосних знаків з голосними, і було вилучено нестандартні поєднання.

## Короткий опис

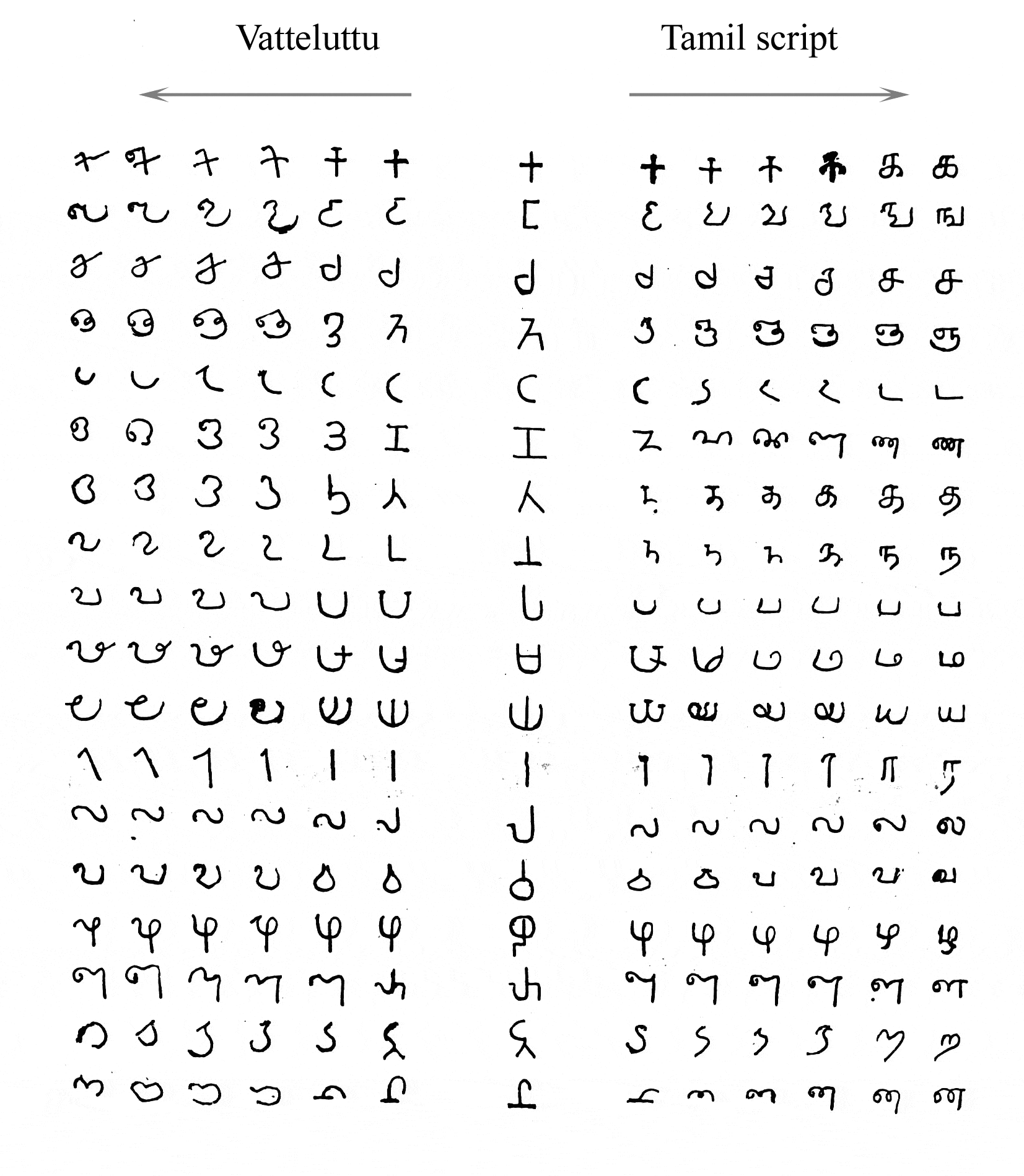
Розвиток тамільського брахмі (середній стовпчик) у письмо ваттелутту (найлівіший стовпчик) та у тамільське письмо (найправіший стовпчик)

Тамільська писемність складається з 12 голосних (உயிரெழுத்து uyireḻuttu), 18 приголосних (மெய்யெழுத்து meyyeḻuttu) та знаку айтам ஃ (ஆயுத எழுத்து).  У письмі є також 216 поєднань голосних з приголосними (உயிர்மெய்யெழுத்து uyirmeyyeḻuttu). Відсутність прикріпленої голосної [а] позначається знаком пуллі (вірама). Для запису санскриту додатково використовуються шість букв з абуґіди грантха (ஜ் ஸ் ஷ் ஹ் ஶ் க்ஷ்). Тамільське письмо відрізняється від інших індійських абуґід меншою кількістю знаків, оскільки передає тільки власне тамільські звуки. В тамільській мові дзвінкі та придихові проривні приголосні вважаються алофонами.

## Знаки письма

### Знаки для приголосних[8]
| Знак для приголосного | Транслітерація | МФА                     |
| --------------------- | -------------- | ----------------------- |
| க்                     | k              | [k], [ɡ], [x], [ɣ], [h] |
| ங்                     | ṅ              | [ŋ]                     |
| ச்                     | c              | [t͡ʃ], [d͡ʒ], [ʃ], [s]    |
| ஞ்                     | ñ              | [ɲ]                     |
| ட்                     | ṭ              | [ʈ], [ɖ], [ɽ]           |
| ண்                     | ṇ              | [ɳ]                     |
| த்                     | t              | [t̪], [d̪], [ð]           |
| ந்                     | n              | [n̪]                     |
| ப்                     | p              | [p], [b], [β]           |
| ம்                     | m              | [m]                     |
| ய்                     | y              | [j]                     |
| ர்                     | r              | [ɾ]                     |
| ல்                     | l              | [l]                     |
| வ்                     | v              | [ʋ]                     |
| ழ்                     | ḻ              | [ɻ]                     |
| ள்                     | ḷ              | [ɭ]                     |
| ற்                     | ṟ              | [r], [t], [d]           |
| ன்                     | ṉ              | [n]                     |

### Додаткові знаки для приголосних
Для передачі звуків, відсутніх у тамільській мові, з письма ґрантха було запозичено шість букв.
| Знак для приголосного | Транслітерація | МФА      |
| --------------------- | -------------- | -------- |
| ஶ்                     | ś              | [ɕ], [ʃ] |
| ஜ்                     | j              | [d͡ʒ]     |
| ஷ்                     | ṣ              | [ʂ]      |
| ஸ்                     | s              | [s]      |
| ஹ்                     | h              | [h]      |
| க்ஷ்                    | kṣ             | [kʂ]     |

Буквосполучення க்ஷ் [kʂ] в індійських системах письма часто вважається окремою буквою. З нещодавніх часів для передачі інших запозичених звуків (наприклад, для передачі слів та імен, запозичених з англійської та арабської мов) використовується поєднання знаку ஃ зі знаком для приголосної: ஃப для f, ஃஜ для z. Наприклад, asif = அசிஃப், azaarudheen = அஃஜாருதீன்.  

### Незалежні та залежні знаки для голосних[9]
| Незалежний знак для голосного | Залежний знак для голосного | Транслітерація і транскрипція МФА | Написання зі знаком க் | Транслітерація і транскрипція МФА |
| ----------------------------- | --------------------------- | --------------------------------- | --------------------- | --------------------------------- |
| அ                             |                             | a [ʌ]                             | க                     | ka [kʌ]                           |
| ஆ                             | ா                            | ā [аː]                            | கா                     | kā [kа:]                          |
| இ                             | ி                            | i [i]                             | கி                     | ki [kі]                           |
| ஈ                             | ீ                            | ī [i:]                            | கீ                     | kī [kі:]                          |
| உ                             | ு                            | u [u], [ɯ]                        | கு                     | ku [ku], [kɯ]                     |
| ஊ                             | ூ                            | ū [u:]                            | கூ                     | kū [ku:]                          |
| எ                             | ெ                            | e [e]                             | கெ                     | ke [ke]                           |
| ஏ                             | ே                            | ē [e:]                            | கே                     | kē [ke:]                          |
| ஐ                             | ை                            | ai [ʌj]                           | கை                     | kai [kʌj]                         |
| ஒ                             | ொ                            | o [o]                             | கொ                     | ko [ko]                           |
| ஓ                             | ோ                            | ō [o:]                            | கோ                     | kō [ko:]                          |
| ஔ                             | ௌ                            | au [ʌʋ]                           | கௌ                     | kau [kʌʋ]                         |

### Додаткові знаки
| Залежний знак | Назва          |
| ------------- | -------------- |
| ஂ              | анусвара       |
| ஃ             | айтам, вісарґа |
| ்              | пуллі, вірама  |

Анусвара — залежний знак для позначення носового призвуку в кінці голосного звуку, або для позначення назалізації голосного.
Айтам, вісарґа — залежний знак, позначаючий придих після голосного.
Пуллі, вірама — залежний знак, слугуючий для відміни прикріпленого короткого голосного [а] в знаках для приголосних.

### Поєднання приголосних та голосних знаків
Основні знаки
|   | அ | ஆ | இ | ஈ | உ | ஊ | எ | ஏ | ஐ | ஒ | ஓ | ஔ |
| - | - | - | - | - | - | - | - | - | - | - | - | - |
| க் | க | கா | கி | கீ | கு | கூ | கெ | கே | கை | கொ | கோ | கௌ |
| ங் | ங | ஙா | ஙி | ஙீ | ஙு | ஙூ | ஙெ | ஙே | ஙை | ஙொ | ஙோ | ஙௌ |
| ச் | ச | சா | சி | சீ | சு | சூ | செ | சே | சை | சொ | சோ | சௌ |
| ஞ் | ஞ | ஞா | ஞி | ஞீ | ஞு | ஞூ | ஞெ | ஞே | ஞை | ஞொ | ஞோ | ஞௌ |
| ட் | ட | டா | டி | டீ | டு | டூ | டெ | டே | டை | டொ | டோ | டௌ |
| ண் | ண | ணா | ணி | ணீ | ணு | ணூ | ணெ | ணே | ணை | ணொ | ணோ | ணௌ |
| த் | த | தா | தி | தீ | து | தூ | தெ | தே | தை | தொ | தோ | தௌ |
| ந் | ந | நா | நி | நீ | நு | நூ | நெ | நே | நை | நொ | நோ | நௌ |
| ப் | ப | பா | பி | பீ | பு | பூ | பெ | பே | பை | பொ | போ | பௌ |
| ம் | ம | மா | மி | மீ | மு | மூ | மெ | மே | மை | மொ | மோ | மௌ |
| ய் | ய | யா | யி | யீ | யு | யூ | யெ | யே | யை | யொ | யோ | யௌ |
| ர் | ர | ரா | ரி | ரீ | ரு | ரூ | ரெ | ரே | ரை | ரொ | ரோ | ரௌ |
| ல் | ல | லா | லி | லீ | லு | லூ | லெ | லே | லை | லொ | லோ | லௌ |
| வ் | வ | வா | வி | வீ | வு | வூ | வெ | வே | வை | வொ | வோ | வௌ |
| ழ் | ழ | ழா | ழி | ழீ | ழு | ழூ | ழெ | ழே | ழை | ழொ | ழோ | ழௌ |
| ள் | ள | ளா | ளி | ளீ | ளு | ளூ | ளெ | ளே | ளை | ளொ | ளோ | ளௌ |
| ற் | ற | றா | றி | றீ | று | றூ | றெ | றே | றை | றொ | றோ | றௌ |
| ன் | ன | னா | னி | னீ | னு | னூ | னெ | னே | னை | னொ | னோ | னௌ |

Додаткові знаки
|   | அ | ஆ | இ | ஈ | உ | ஊ | எ | ஏ | ஐ | ஒ | ஓ | ஔ |
| - | - | - | - | - | - | - | - | - | - | - | - | - |
| ஶ் | ஶ | ஶா | ஶி | ஶீ | ஶு | ஶூ | ஶெ | ஶே | ஶை | ஶொ | ஶோ | ஶௌ |
| ஜ் | ஜ | ஜா | ஜி | ஜீ | ஜு | ஜூ | ஜெ | ஜே | ஜை | ஜொ | ஜோ | ஜௌ |
| ஷ் | ஷ | ஷா | ஷி | ஷீ | ஷு | ஷூ | ஷெ | ஷே | ஷை | ஷொ | ஷோ | ஷௌ |
| ஸ் | ஸ | ஸா | ஸி | ஸீ | ஸு | ஸூ | ஸெ | ஸே | ஸை | ஸொ | ஸோ | ஸௌ |
| ஹ் | ஹ | ஹா | ஹி | ஹீ | ஹு | ஹூ | ஹெ | ஹே | ஹை | ஹொ | ஹோ | ஹௌ |

### Цифри
| ௦        | ௧    | ௨      | ௩     | ௪     | ௫     | ௬   | ௭   | ௮    | ௯      |
| 0        | 1    | 2      | 3     | 4     | 5     | 6   | 7   | 8    | 9      |
| சுழியம்     | ஒன்று  | இரண்டு   | மூன்று   | நான்கு   | ஐந்து   | ஆறு  | ஏழு  | எட்டு  | ஒன்பது   |
| chuḻiyam | oṉṟu | iraṇṭu | mūṉṟu | nāṉku | aintu | āṟu | ēḻu | eṭṭu | oṉpatu |

Тамільське письмо має свій набір знаків для позиційної десяткової системи числення. Ці знаки можна використовувати так само, як і звичайні індо-арабські цифри. За допомогою тамільських цифр можна записати число будь-якої величини, оскільки ця система позиційна.

### Числові знаки
| ௰     | ௱    | ௲      |
| 10    | 100  | 1000   |
| பத்து   | நுறு   | ஆயிரம்   |
| pattu | nūṟu | āyiram |

### Приклад тексту
மனிதப் பிறவியினர் சகலரும் சுதந்திரமாகவே பிறக்கின்றனர்; அவர்கள் மதிப்பிலும் உரிமைகளிலும் சமமானவர்கள். அவர்கள் நியாயத்தையும் மனசாட்சியையும் இயற்பண்பாகப் பெற்றவர்கள். அவர்கள் ஒருவருடனொருவர் சகோதர உணர்வுப் பாங்கில் நடந்துகொள்ளல் வேண்டும்.
Транслітерація:
Maṉitap piṛaviyiṉar čakalarum čutantiramākavē piṛakkiṉṛaṉar; avarkaḷ matippilum urimaikaḷilum čamamāṉavarkaḷ. Avarkaḷ niyāyattaiyum maṉačāṭčiyaiyum iyaṛpaṇpākap peṛṛavarkaḷ. Avarkaḷ oruvaruṭaṉoruvar čakōtara uṇarvup pāṅkil naṭantukoḷḷal vēṇṭum.
Переклад:
Всі люди народжуються вільними і рівними у своїй гідності та правах. Вони наділені розумом і совістю і повинні діяти у
відношенні один до одного в дусі братерства..

## Зразки письма

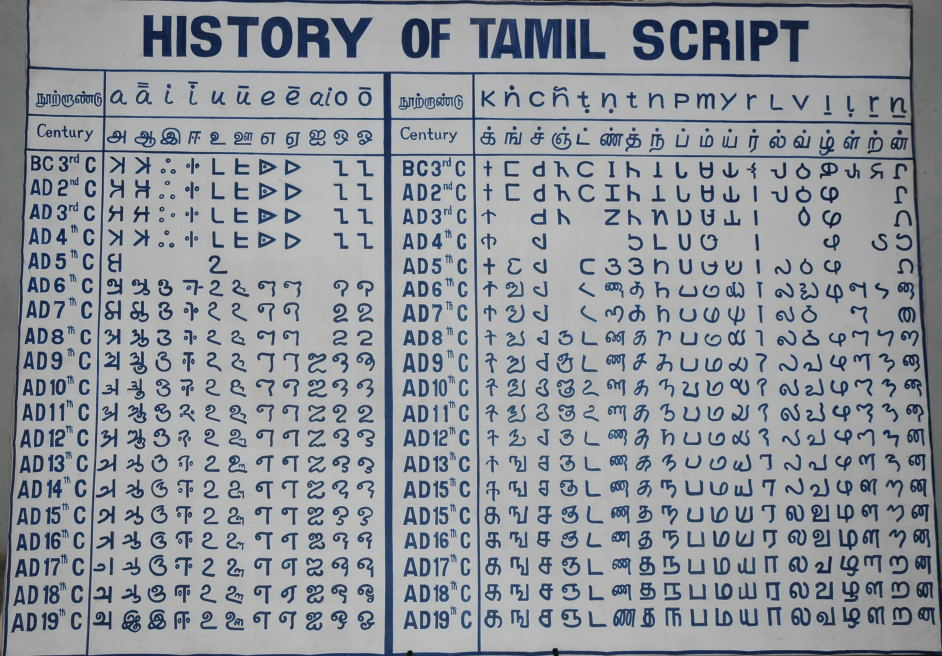
Історія тамільського письма
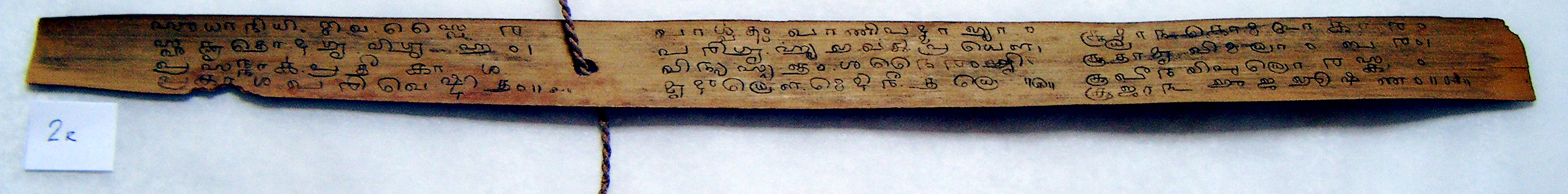
Сторінка з тамільського рукопису на пальмовому листі
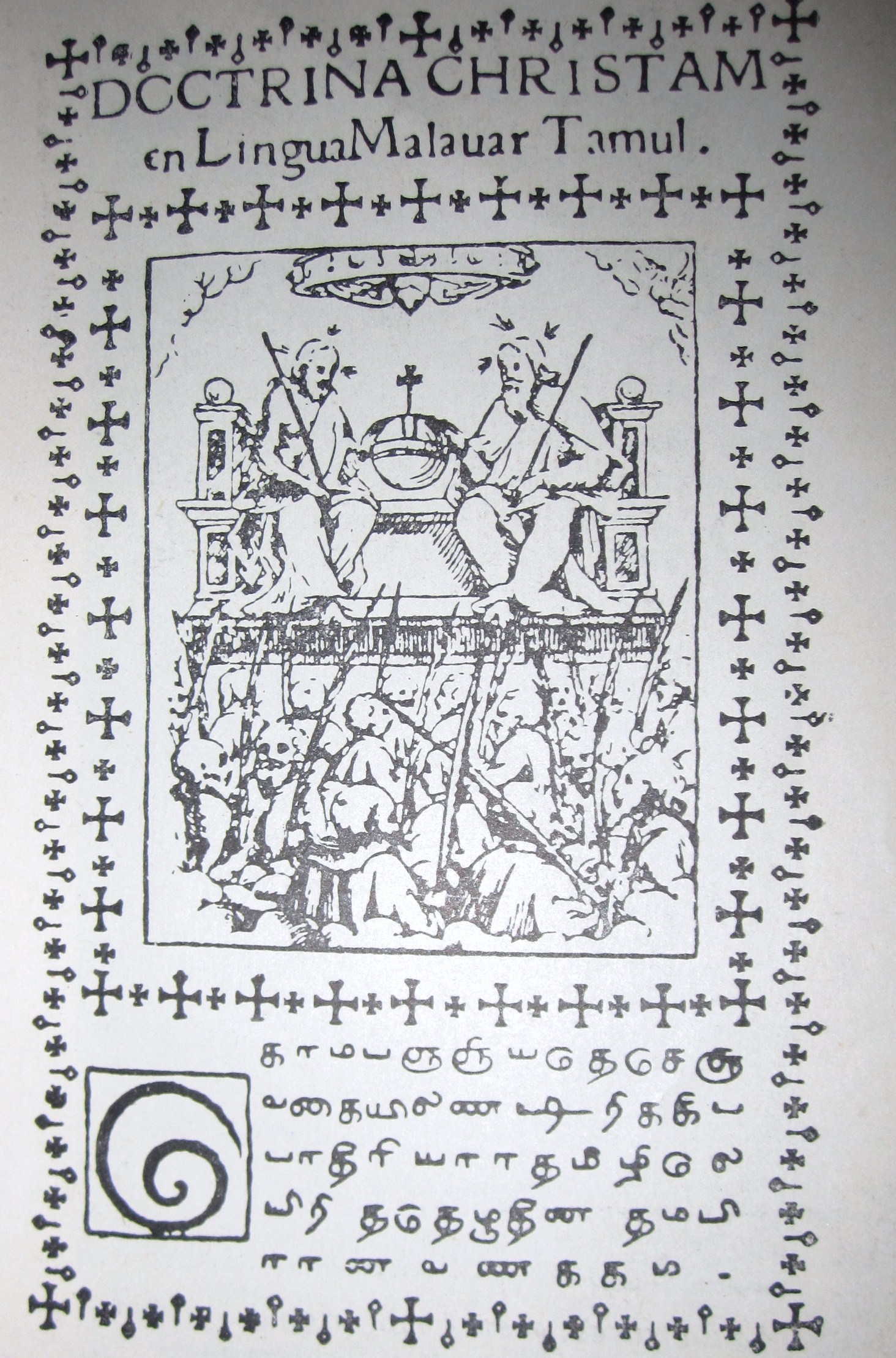
Tampiran Vanakkam (Doctrina Christum) — перша книга, надрукована тамільським письмом (20 жовтня 1578 року)
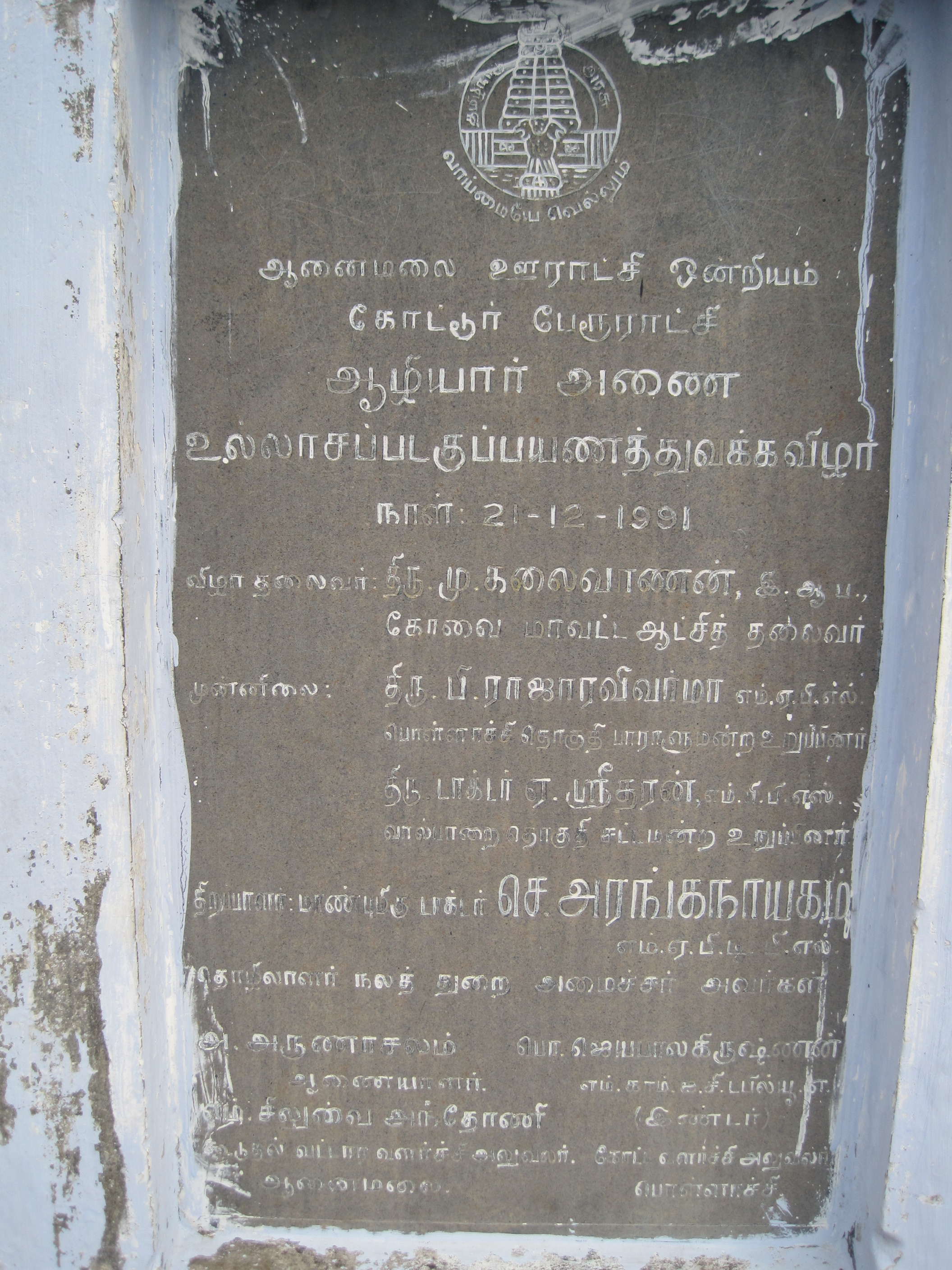
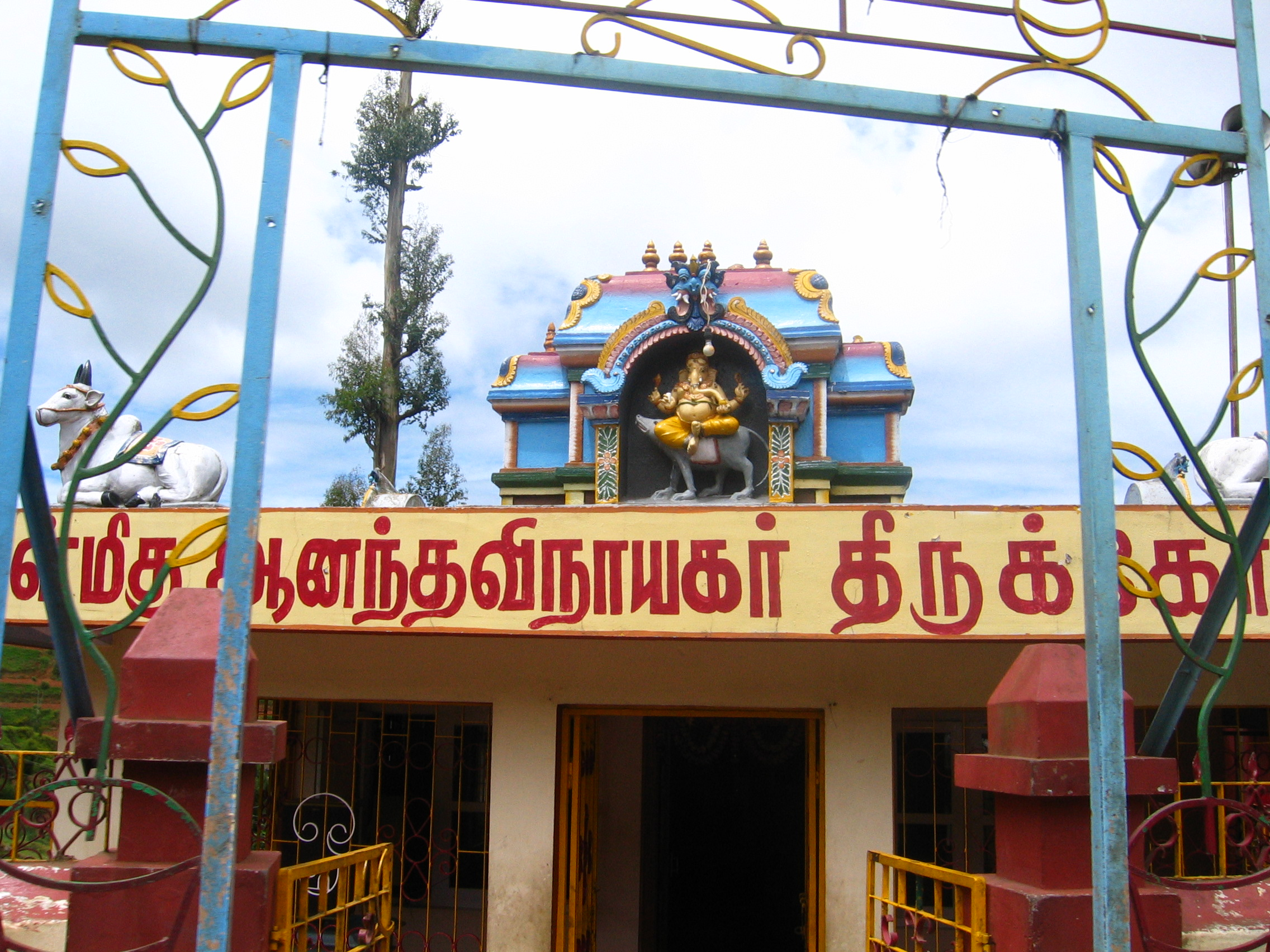
Храм
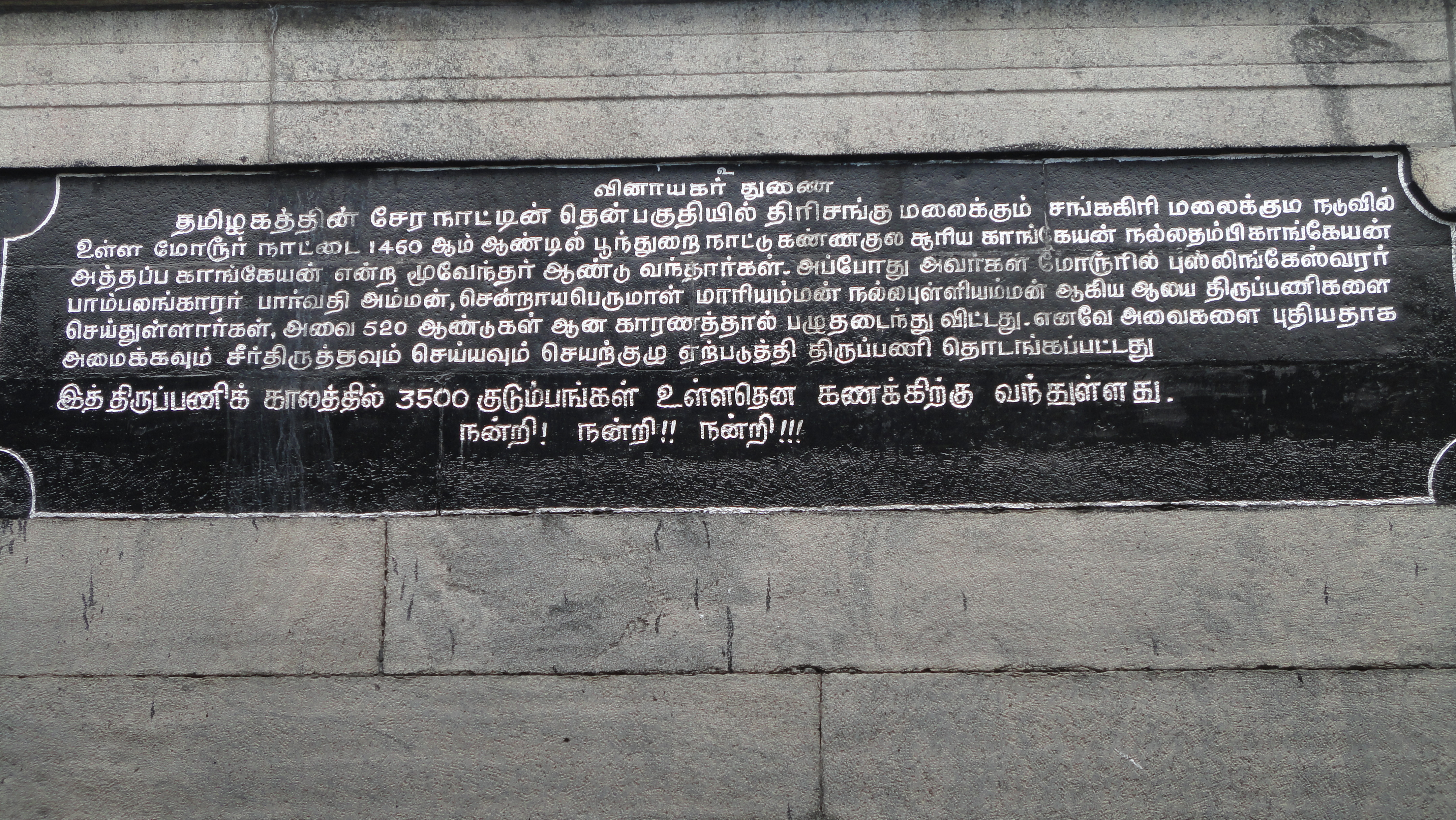
Напис про спорудження храму
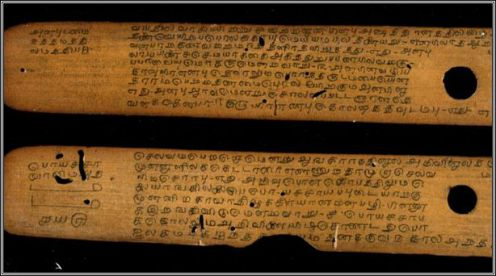
Тамільський рукопис